# 실케보르 IF
실케보르 IF(Silkeborg IF, 약칭 SIF)는 1917년에 창단된 덴마크 실케보르의 축구 클럽으로, 현재 덴마크 수페르리가에서 활동하고 있다.

## 성적
- 덴마크 수페르리가
  - 우승 1회 (1994)
- 덴마크 컵
  - 우승 1회 (2001)
- UEFA 인터토토컵
  - 우승 1회 (1996)

## 선수 명단

### 현역
참고: FIFA 자격 규정에 따라 소속된 국가대표팀 국기를 표시합니다. 선수는 복수의 FIFA 비회원국 국적을 가지고 있을 수 있습니다.
| 번호 | 포지션 | 국적       | 이름            |
| ---- | ------ | ---------- | --------------- |
| 7    | MF     | 카자흐스탄 | 라마잔 오라조프 |

| 번호 | 포지션 | 국적 | 이름 |
| ---- | ------ | ---- | ---- |

## 역대 감독
| 감독          | 임기        |
| ------------- | ----------- |
| 보 요한손     | 1992 ~ 1994 |
| 제프 피온테크 | 1997 ~ 1999 |